# Гаммерштейн, Вильгельм Иоахим фон
Барон Вильгельм Иоахим фон Гаммерштейн (нем. Wilhelm Joachim Baron von Hammerstein; 21 февраля 1838, Рехлин — 16 марта 1904, Шарлоттенбург, Пруссия) — германский политик, журналист, публицист и редактор; по образованию лесовод.

## Биография
Вильгельм Гаммерштейн родился 21 февраля 1838 года в селе Рехлине; происходил из богатой помещичьей семьи. Учился лесному делу у барона фон Глёдена, после смерти которого женился на его вдове Шарлотте (1824-1904); занимался воспитанием её сына Вильгельма (впоследствии известного фотографа).
В 1876 был выбран в прусский ландтаг от Немецкой консервативной партии созданной в этом же году. Блестящий ораторский талант и публицистические способности Гаммерштейна быстро выдвинули его в первые ряды консерваторов, и в 1881 он становится вождем партии в германском рейхстаге и главным редактором руководящего органа партии того времени «Kreuzzeitung». 
Ненависть к Отто фон Бисмарку, которому Гаммерштейн не мог простить осуществления в Германии всеобщего избирательного права, и к молодой немецкой буржуазии, в особенности к финансовому капиталу, заставила Гаммерштейна объединиться с католическим центром во время культуркампфа, так как Гаммерштейн считал, что борьба Бисмарка с католической церковью подрывает одну из важнейших опор старого режима, на который наступают революционные силы. 
В 1895 политическая карьера Гаммерштейна неожиданно оборвалась, так как выяснилось, что он совершил ряд растрат и подлогов, в частности получил откат от поставщика бумаги Флинша и оплатил ему завышенные счета от лица «Kreuzzeitung», подделав подписи графов Каница и Финкенштейна. Поэтому летом 1895 года он отказался от своих мандатов в рейхе и ландтаге. Однако скандал на этом не затих и когда министерство юстиции начало тщательное расследование, Гаммерштейн бежал со своей семьей через Тироль и Неаполь в Грецию, прихватив с собой 200 тысяч марок. После протестов ДФП и СДПГ в рейхстаге, обвинивших министра юстиции в сговоре с целью умышленного побега Гаммерштейна, последний отправил в Южную Европу сыщика-комиссара Вольфа. Вольф нашел беглеца 27 декабря в Афинах и организовал депортацию и арест по прибытии. В апреле 1896 года Гаммерштейн был приговорен к тюремному заключению.
Барон Вильгельм Иоахим фон Гаммерштейн умер 16 марта 1904 года в Шарлоттенбурге.